# Selaginella concinna
Selaginella concinna är en mosslummerväxtart som först beskrevs av Olof Swartz och som fick sitt nu gällande namn av Antoine Frédéric Spring.
Selaginella concinna ingår i släktet mosslumrar, och familjen mosslummerväxter. Inga underarter finns listade i Catalogue of Life.